# Свотин, Антон Николаевич
Антон Николаевич Свотин (9 декабря 1992, Бузулук, Оренбургская область) — российский биатлонист, призёр чемпионата России по биатлону, чемпион мира среди юниоров по летнему биатлону. Мастер спорта России.

## Биография
Представляет Псковскую область. Первый тренер — А. В. Назаров, также тренируется под руководством К. Г. Вайгина.
В 2013 году на чемпионате мира по летнему биатлону среди юниоров стал чемпионом в смешанной эстафете вместе с Натальей Шалаевой, Кристиной Ильченко и Игорем Прощенко. В личных дисциплинах занял 15-е место в спринте и шестое — в гонке преследования. Был победителем всероссийских отборочных соревнований по летнему биатлону среди юниоров 2013 года.
В 2015 году стал серебряным призёром чемпионата России в эстафете в составе сборной Северо-Западного ФО (Санкт-Петербург и Псковская область). В 2019 году стал чемпионом России в суперспринте .
В этом году стал участником  ЛЧМ 2015
Имеет два высших образования:
Московский городской педагогический университет 2015
КРАСГАУ "Институт экономики и управления" 2022